# 사라 정
사라 정(영어: Sarah Jeong)은 한국계 미국인 기자다.